# Гуспини
Гуспини (итал. Guspini) је насеље у Италији у округу Медио Кампидано, региону Сардинија.
Према процени из 2011. у насељу је живело 11704 становника. Насеље се налази на надморској висини од 141 м.

## Становништво
| 1936. | 1951.  | 1961.  | 1971.  | 1981.  | 1991.  | 2001.  | 2011.  |
| ----- | ------ | ------ | ------ | ------ | ------ | ------ | ------ |
| 9.368 | 11.744 | 12.318 | 12.936 | 13.539 | 13.380 | 12.695 | 12.272 |